# 1945 في بلغاريا
فيما يلي قوائم الأحداث التي وقعت خلال عام 1945 في بلغاريا.

## سياسة

### انتهاء فترة المنصب
- 9 مايو – فيدكون كفيشلينغ رئيس-الوزراء.

## مواليد

### يوليو
- 12 يوليو – ديميتار بينيف لاعب كرة قدم بلغاري.

## وفيات

### فبراير
- 1 فبراير – الأمير كيريل من بلغاريا (مواليد 1895) سياسي بلغاري.